# Édouard Surcouf
Pour les articles homonymes, voir Surcouf (homonymie).
Louis Édouard Surcouf né le 5 novembre 1862 à Paris 9e, et mort en décembre 1938, est un aéronaute, ingénieur et industriel français.
Il a été à la Belle Époque et jusque dans l'entre-deux-guerres un des principaux promoteurs des techniques de l'aérostation. Parallèlement à Ferdinand von Zeppelin puis Hugo Eckener en Allemagne, c'est dans ses ateliers boulonnais et ceux de son ami puis concurrent Louis Godard fils à Saint-Ouen qu'en France ont été construits les grands dirigeables.

## Biographie

### Jeune passionné (1878-1885)
Édouard Surcouf, passionné d'aéronautique, entre à l'âge de quinze ans, en 1878, comme apprenti à l'Académie de l'aérostation météorologique, établissement fondé cette année là pour expérimenter et développer, parallèlement à la technique photographique, les mesures météorologiques en ballon. Il réalise son premier vol en montgolfière en 1879 à l'âge de dix sept ans.
L'année suivante, il est embauché par les frères Albert, Alfred et Gaston Tissandier.

### Les Grands ateliers du Champ de Mars (1886-1898)
Six ans plus tard, en 1886, Édouard Surcouf entre aux Grands ateliers du Champ de Mars, rue Desaix, qui sont la plus importante manufacture aéronautique de la fin du XIXe siècle. Il y collabore avec l'astronome et météorologue Fernand Courty, des ingénieurs de premier plan tels que Eugène Godard fils, héritier de l'ami de Jules Verne, Louis Godard fils, germain du précédent, mais surtout Gabriel Yon, constructeur des soixante dix ballons utilisés durant le siège de Paris en 1870. Il intègre un programme d'expérimentation qui a commencé dès 1850 et aboutira en quarante ans à la mise au point des dispositifs et instruments assurant la fiabilité, la sécurité et la rentabilité du transport en ballon, la soupape réglant la consommation d'hydrogène, laquelle détermine à elle seule le coût du vol, le filet caoutchouté enserrant l'aéronef, le câble à rupture contrôlée et sa poulie de retour, la nacelle aménagée, le réglage de l'ascension au dynamomètre, le treuil d'atterrissage.

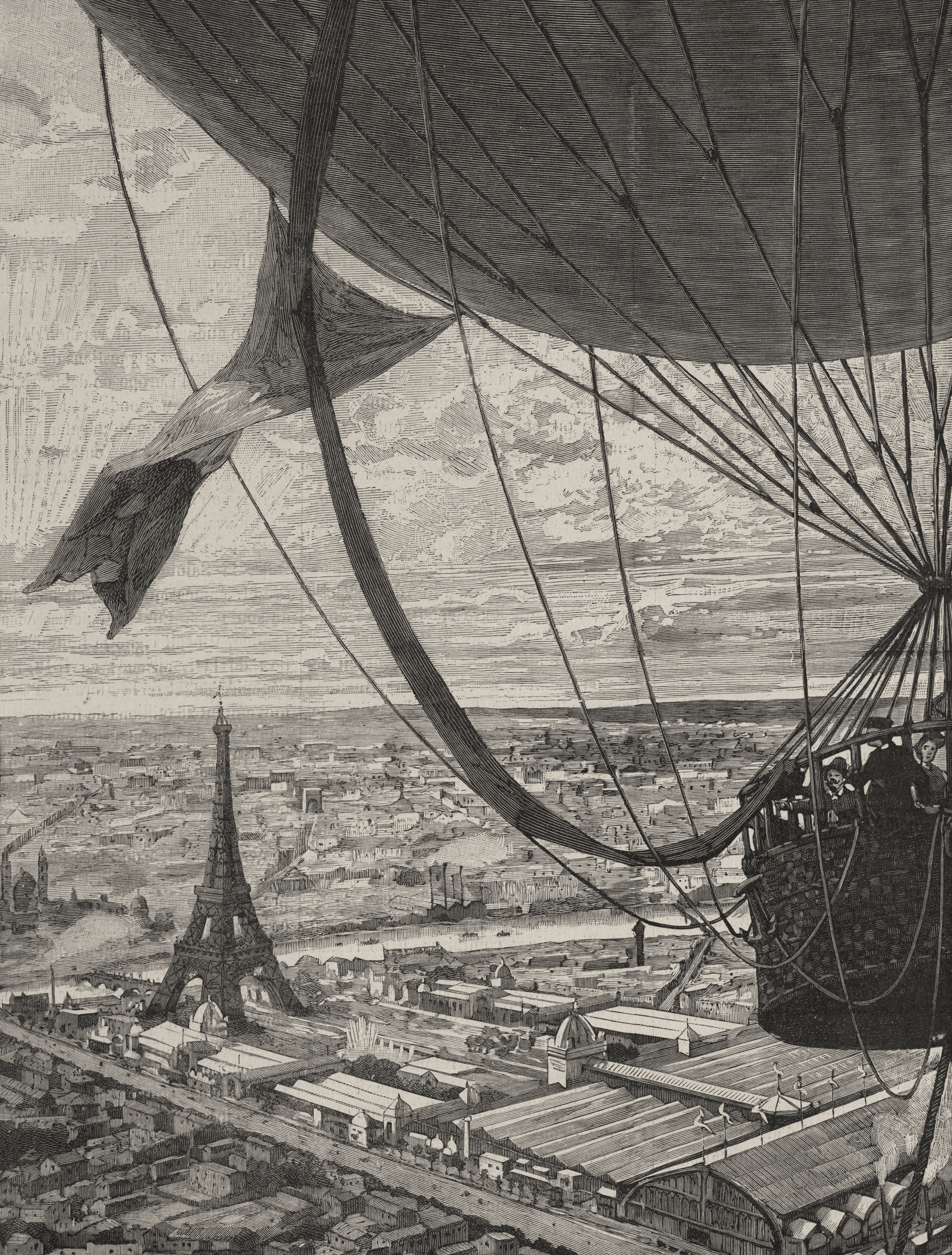
L'exposition universelle de 1889 vue depuis le ballon captif des GACM.

Pour l’exposition universelle de 1889, le premier grand ballon captif à vapeur à emporter vingt voyageurs est lancé depuis le Trocadéro de Chaillot après cent soixante jours de gonflement et Édouard Surcouf publie un ouvrage de référence présentant la technique aérostatique et son usage militaire. Il est nommé président de l'École d'aéronautique et trois ans plus tard, en 1892, Yon lui transmet les parts qu'il possède dans les Grands ateliers aéronautiques.
En 1894, Édouard Surcouf est promu, à la suite du décès d'Yon, au poste de directeur général des Grands ateliers aéronautiques. Avec Louis Godard fils, il a déjà obtenu treize médailles en or et quatorze en argent au cours de diverses expositions. L'entreprise vend des ballons pour offrir au public un moment d'élévation mais fournit aussi les armées russe, italienne, espagnole, chinoise, suédoise et norvégienne.
Le 20 septembre 1897, Édouard Surcouf épouse Marie-Valentine Bayard. Son épouse, sous son nom marital de Marie Surcouf, deviendra une aéronaute de renom et sera la première femme à obtenir le brevet de pilote sportif, le sport en ballon se pratiquant à l'époque en chapeau et voilette. Édouard Surcouf et son épouse divorceront en 1916.

### Les Ateliers Surcouf (1899-1907)
Trois ans après la mort de Gabriel Yon, les Grands ateliers aérostatiques du Champ de Mars sont dissous. Louis Godard fils fonde en 1899 à Saint-Ouen les Grands ateliers aérostatiques de Paris. À trente six ans, en 1899, Édouard Surcouf reprend l'entreprise sous le nom d'« Ateliers aéronautiques Édouard Surcouf ».
Dès l'année suivante, en 1900, il participe à la création de la première école d'aérostiers en Suisse et fonde de nouveaux ateliers à Boulogne-sur-Seine, 121-123 rue de Bellevue. La nouvelle société continue d'honorer le contrat d'équipements de l'armée espagnole. Elle sera pionnière dans l'introduction de tissus caoutchoutés, produits à Hanovre par Continental AG, pour la construction des coques des dirigeables. Pour ce travail délicat d'entoilage, Boulogne, capitale de la blanchisserie, offre une abondante main d'œuvre féminine, donc bon marché, qui a acquis sa qualification dans l'industrie du traitement tout aussi délicat du linge fin.

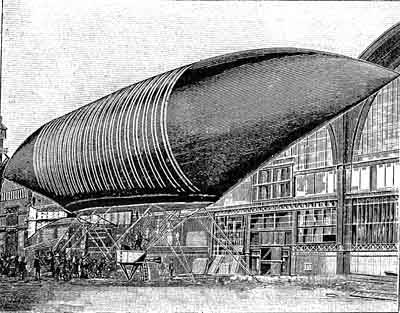
Le dirigeable Lebaudy.

Dès leur première année, les ateliers Surcouf construisent pour les champagnes Mercier un ballon captif, qui est une des principales attractions de Exposition universelle de Paris et aura emmené dix-mille visiteurs à trois cents mètres d'altitude.
En 1902, Édouard Surcouf qui est devenu membre de l'Aéronautique-Club de France, lance pour le compte de Lebaudy Frères son premier dirigeable. Le Lebaudy, surnommé le Jaune (Astra I) est un aérostat en forme de cigare effilé de chaque côté et gonflé à l'hydrogène. Long de cinquante sept mètres, il est doté d'un moteur à pétrole de quarante chevaux qui met en mouvement deux hélices latérales.

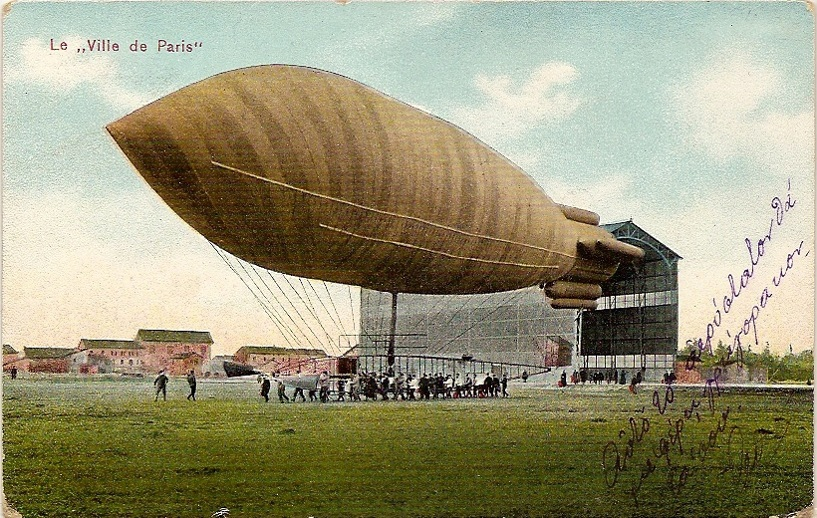
Carte postale représentant le Ville de Paris de 1906.

En 1904, l'industriel Henry Deutsch de la Meurthe commande à Surcouf un dirigeable, le Ville de Paris, qui est propulsé par un moteur allemand Argus et qui a un grave accident lors de son vol inaugural, en décembre 1904. Il est reconstruit et La Ville de Paris (Astra II) s'envole avec succès en 1906. Le 20 novembre 1907, piloté par Henry Kapférer, commandé par Louis Blériot, il bat un record en effectuant une ascension d'une heure quarante cinq minutes.
L'entreprise propose une gamme de ballons captifs, depuis le modèle pour douze passagers, soit deux mil cinq cents mètres cubes, à celui pour cent-soixante-dix, soit soixante mil mètres cubes. L'offre s'adresse principalement à deux clientèles en France et à l'étranger, les organisateurs d'événements, tels que municipalités, comités d'exposition, casinos et autres grands établissements accueillant du public, d'autre part les riches amateurs et leurs sociétés sportives. Il existe une gamme pour l'armée, depuis le modèle télégraphique sans pilote au modèle d'observation pour trois officiers.

### Astra (1908-1918)

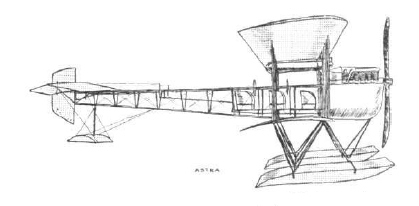
Astra CM.

Surcouf se tourne vers son principal client et financier Henry Deutsch de la Meurthe et, le 1er janvier 1908, ses Ateliers sont renommés par le nouveau propriétaire Société de Constructions Aéronautiques Astra, qui deviendra la Société Astra de constructions aéronautiques. Le projet est celui d'une diversification. Deutsch de la Meurthe achète les brevets Wright pour la France et fait produire des avions sous cette licence, mais aussi des modèles propres tel le CM. Surcouf se voit entouré d'ingénieurs en aéronautique, parmi lesquels Henry Kapférer, qui deviendra administrateur général, lui-même étant directeur technique pour les dirigeables.

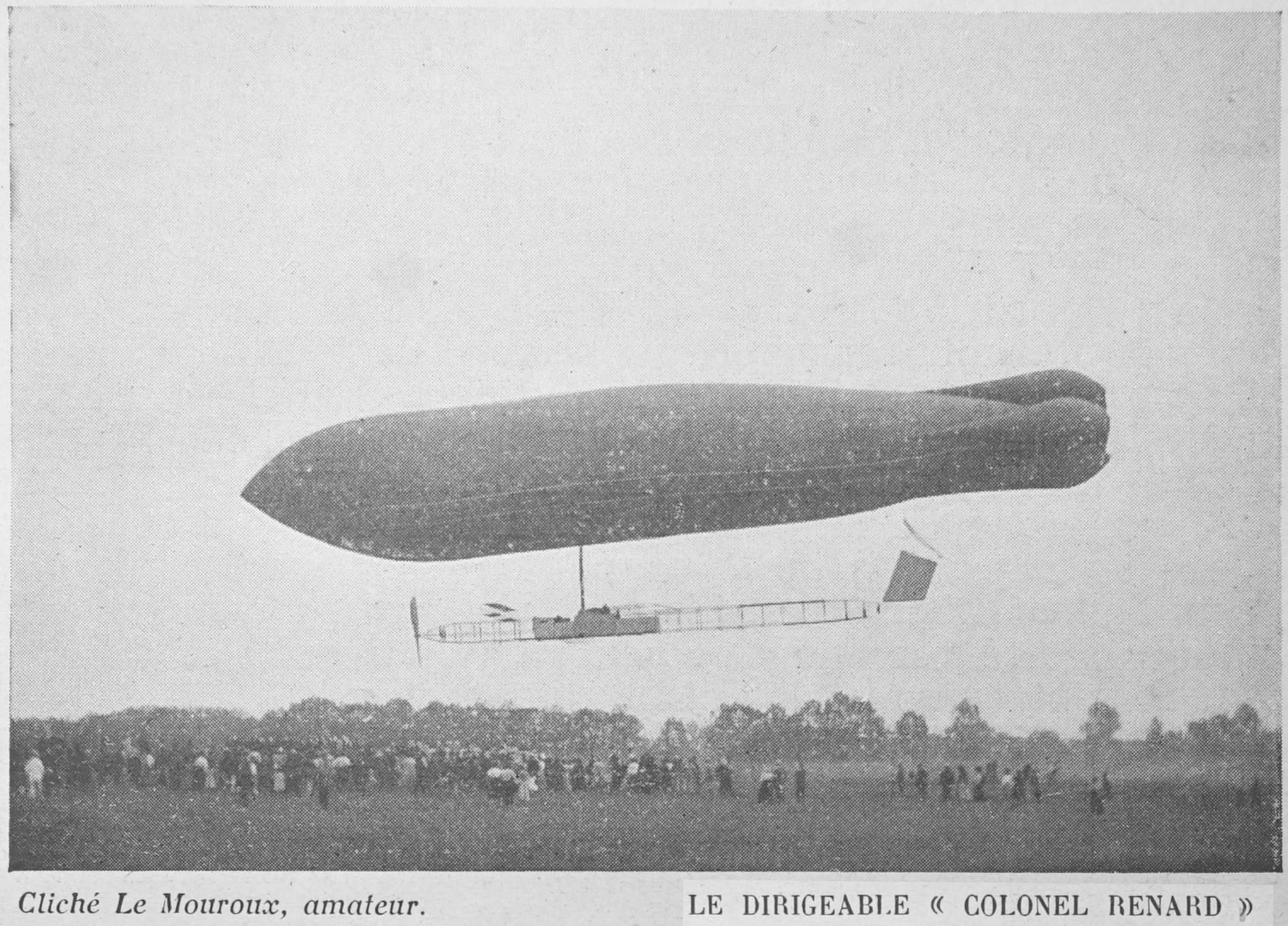
L'Astra V, baptisé en mémoire du colonel Charles Renard, est en 1909 le plus grand dirigeable au monde après le Zeppelin. La nacelle suspendue, assez semblable à une carlingue d'avion, a été conçue par Édouard Surcouf.

Sortent des ateliers Astra des dirigeables innovants, tels que le Ville de Bordeaux, qui est exposé au Salon de l'aéronautique de Paris au Grand Palais, mais qui ne volera pas et sera même détruit. En 1909, ce seront le dirigeable Ville de Nancy (Astra III) puis le Clément Bayard (Astra IV), le Colonel Renard (Astra V), commande de l'armée française, et son jumeau l'Espagne (Astra VI), commande de l'armée espagnole, et enfin le Ville de Pau-Ville de Lucerne (Astra VII). En 1910, sortent les dirigeables Ville de Bruxelles (Astra VIII), Ville de Pau (Astra IX), Lieutenant Chauré (Astra X), Adjudant Réau (Astra XI), Éclaireur Conté (Astra XII), puis un dernier de cette série de dirigeables l'Astra XIII.
En 1910, l'usine s'est étendue dans les rues voisines. En sus du site principal de Boulogne-sur-Seine, ont été construits ou rachetés des ateliers qui ont leurs modèles de dirigeable propres. Les aéronefs ont leurs bases à Beauval, près de Meaux, et à Sartrouville. L'atelier des moteurs se trouve à Paris même, au 166 quai de Jemmapes.

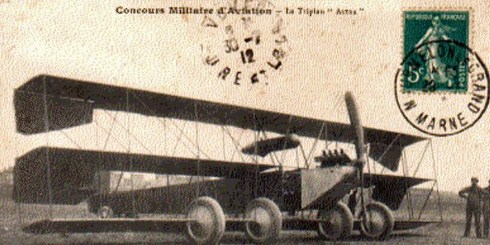
Astra, triplan participant au concours d'aviation militaire de 1911.

Le 6 juillet 1911, Édouard Surcouf inaugure avec Henry Deutsch de la Meurthe, l'Institut aérotechnique de Saint-Cyr. L'école est affiliée à l'université de Paris. La même année, Deutsch de la Meurthe, développant le marché de l'aviation face une concurrence vive qu'illustre la nouvelle société Zodiac, rachète la Société Générale d'Aéro-Locomotion Deplante-Nieuport, dont le président, Édouard Nieuport, vient de mourir, et la renomme Société anonyme des établissements Nieuport.

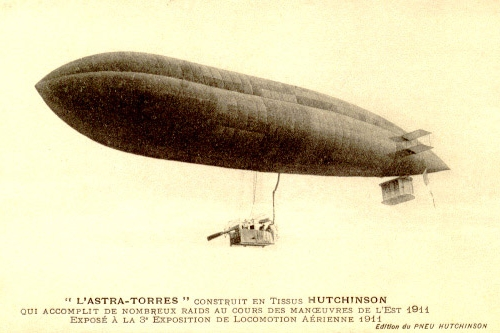
Le dirigeable Astra-Torres no 1 de 1911.

Cette même année 1911, Édouard Surcouf confie les ateliers d'Issy-les-Moulineaux à l'ingénieur espagnol Leonardo Torres Quevedo, lequel propose un système auto-rigide pour dirigeable. Ce nouveau type de dirigeables est produit sous le nom de série Astra-Torres. L'Astra-Torres no I est beaucoup plus rapide et performant. Le Pilâtre de Rozier (Astra-Torres no XV), nommé en l'honneur de l'aérostier Jean-François Pilâtre de Rozier, atteindra 23 000 m3, les dimensions du Zeppelin.
En 1913, les ex établissements Surcouf ont déjà produit douze dirigeables. Durant la Première Guerre mondiale, ils continuent d'en produire, fournissent du matériel de guerre et fabriquent des ballons d'observation.

### Astra-Nieuport (1919-1923)
Après la Grande Guerre, la société continue de produire des dirigeables et profite de son expérience du gigantisme. Le marché n'est plus militaire mais celui du transport de luxe. En 1919, Henry Deutsch de la Meurthe meurt. La Société Astra de constructions aéronautiques rachète les établissements Nieuport pour former la Société Astra-Nieuport.
En 1923, Édouard Surcouf laisse sa place de directeur à Gustave Delage et le département Astra est fermé deux ans plus tard.

## Publications
- Avec G. Yon, Aérostats et aérostation militaire. Marine et arts militaires, Paris, Bernard & Cie, Paris, 1889.
- L'Aéronautique maritime, système Henri Hervé, Société des ingénieurs civils de France, Paris, janvier 1902, 72 pages.
- L'aéronautique militaire, 1910.
- Les aéroplanes marins (hydroaéroplanes), Coll.  Bibliothèque scientifique des écoles et des familles, no 89, H. Gautier, 1913, 35 pages.